# ふられた気分
「ふられた気分」（ふられたきぶん）は、1982年12月に研ナオコが発売した30枚目のシングルである。

## 概要
前作『夏をあきらめて』から3ヶ月ぶりのシングル。
1977年に発売された5枚目のアルバム『かもめのように』収録の「ふられた気分で」をリメイクしたものである。同年に発売された中島みゆきの詞集『愛が好きです』では「ふられた気分」が原題となっている。
「おもいで河」は1978年8月に、中島みゆきがシングル発売したカバー曲である。
尚A・B面の2曲共に、のち1984年6月発売のカバー・アルバム『Again』に収録された。

## 収録曲
- 全作詞・作曲：中島みゆき

1. ふられた気分
  - 編曲：クニ河内
2. おもいで河
  - 編曲：若草恵